# Peter Shalulile
Peter Shalulile (Windhoek, 23 de outubro de 1993) é um futebolista namibiano que atua como centroavante. Atualmente defende o Mamelodi Sundowns e a Seleção da Namíbia .

## Carreira
Shalulile começou sua carreira na Namíbia, pelo Tura Magic e logo partiu para o futebol africano, como uma aposta do Highlands Park, onde teve uma rápida adaptação e ótima passagem pelo clube, sendo o artilheiro da Liga Sul Africana na temporada 2019/2020 com 16 gols.
Seu desempenho atraiu atenção do campeão da época, Sundowns, que o trouxe em setembro de 2020. No clube rapidamente tornou-se o jogador mais importante do elenco, sendo vice-artilheiro na temporada 2020/2021 e conseguindo o grande feito de duas artilheiras seguidas na Liga Sul Africana, 23 gols em 2021/2022 e 12 gols em 2022/2023.

## Seleção Nacional
Shalulile é a grande referencia técnica da seleção e sendo o maior artilheiro da Namíbia, fez parte e atuou em todos os jogos na histórica participação do país na CAN 2019.

## Títulos
Mamelodi Sundows
- Campeonato Sul-Africano de Futebol (3): 2020/2021, 2021/2022 e 2022/2023